# 丹尼尔·雪利
丹尼尔·雪利（英語：Daniel Shirley，1979年4月13日—），新西兰男子羽毛球运动员。他曾代表新西兰参加1998年、2002年和2006年英联邦运动会羽毛球比赛，获得一枚银牌和二枚铜牌。他也曾参加2004年夏季奥运会。